# روبين أوكوتي
روبين أوكوتي (بالألمانية: Rubin Okotie)‏ (مواليد 6 يونيو 1987) هو لاعب كرة قدم. يلعب مع منتخب النمسا لكرة القدم. سبق له أن لعب في بطولة أمم أوروبا لكرة القدم 2016 مع منتخب بلاده.

## روابط خارجية
- روبين أوكوتي على موقع الاتحاد الدولي (مؤرشف)  (الإنجليزية)
- روبين أوكوتي على موقع الاتحاد الأوربي (الإنجليزية)
- روبين أوكوتي على موقع قاعدة بيانات كرة القدم.إي يو (الإنجليزية)
- روبين أوكوتي على موقع بيانات كرة القدم. دي إي (الألمانية)
- روبين أوكوتي على موقع ناشيونال فوتبول تيمز (الإنجليزية)
- روبين أوكوتي على موقع Soccerway.com (الإنجليزية)
- روبين أوكوتي على موقع عالم كرة القدم.نت (الإنجليزية)
- روبين أوكوتي على موقع كووورة
- روبين أوكوتي على موقع AS.com (الإسبانية)